# اعلامیه ادنبرگ
در سال ۱۹۴۰ کشور کانادا با آمریکا توافق نامه دفاعی را امضا نمود و این توافق نامه که مربوط به دفاع متقابل در آمریکای شمالی بود با صدور اعلامیه اُدنبرگ (Odensburg) رسمیت یافت و هیئت مشترک دائمی دفاع در همین تاریخ توسط دولت‌های کانادا و آمریکا راه اندازی گردید. این اعلامیه چهارچوبی از همکاری‌های دفاعی بین آمریکا و کانادا را به وجود آورد.